# تنفس سلولی

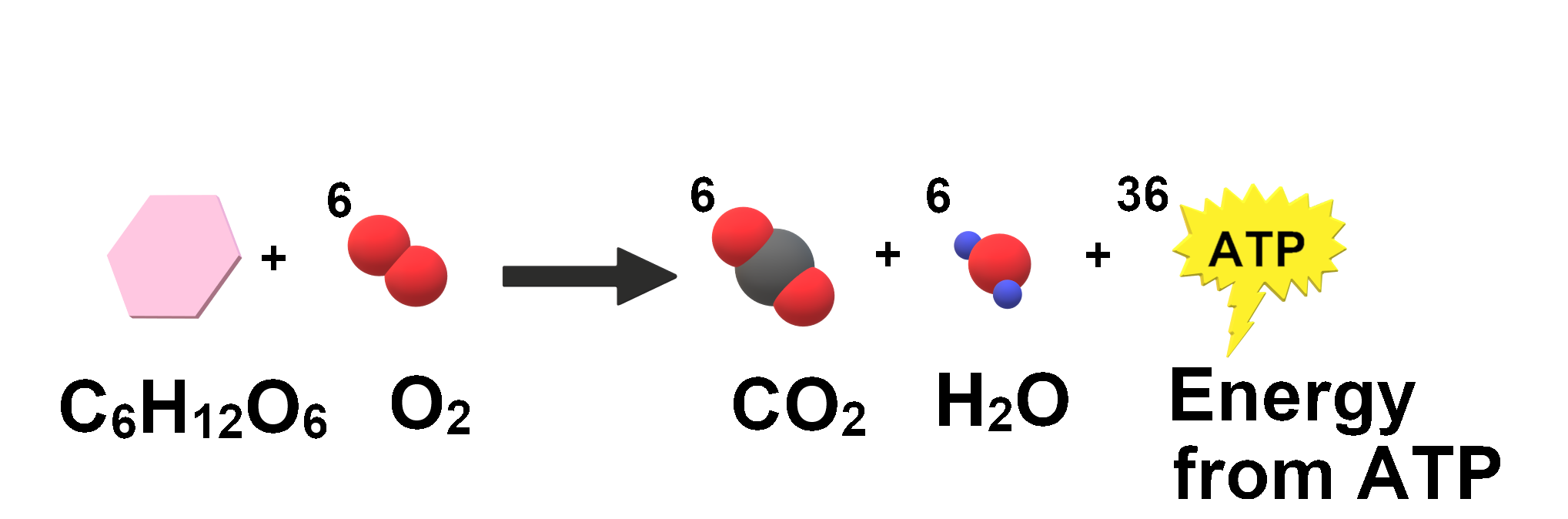
برنگاشت ساده ای از تنفس سلولی

تنفس سلولی یا تنفس یاخته‌ای مجموعه‌ای از متابولیسم یا سوخت‌وسازهایی است که به وسیله تغییرات ترکیبی و تخریبی در موجودات زنده انرژی شیمیایی درون خوراک‌ها را به ATP و مواد زاید تبدیل می‌نماید. واکنش‌هایی که در تنفس سلولی رخ می‌دهند کاتابولیسم نام دارند که در آن سلول‌ها، مولکول‌های پیچیده را فرومی شکنند و ویران می‌سازند تا بتوانند از آنها انرژی گرفته و از انرژی آنها بکاهند. از این رو فروگشت یک فرایند اگزوترمیک است. فروگشت نیمی از فرایند متابولیسم را تشکیل می‌دهد. نیمه دیگر آنابولیسم نام دارد.
مواد خوراکی که توسط سلول‌های حیوانی و گیاهی برای تنفس سلولی استفاده می‌گردد شامل قند، اسیدهای آمینه و اسیدهای چرب و مولکول اکسیژن به عنوان یک عامل اکسنده مشترک است. انرژی این مواد خوراکی درون آدنوزین تری‌فسفات دخیره گشته است که سومین گروه فسفات آن دارای پیوند ضعیفی با باقی مولکول خوراکی است که به راحتی شکسته شده و سبب ایجاد پیوندهای قوی تری می‌شود، بنابراین انرژی مورد نیاز برای تنفس سلولی را منتقل می‌نماید که در فرایندهایی در بدن همچون بیوسنتز، حرکت، جابه جایی مواد درون بدن و غیره مورد استفاده قرار می‌گیرد.
بازده تئوریک کلی تنفس سلولی ۳۰ الی ۳۲ مولکول آدنوزین تری‌فسفات است که بسته به شرایط بدن ممکن است تغییر کند.

## تنفس هوازی
تنفس هوازی برای تولید آدنوزین تری‌فسفات به اکسیژن نیاز دارد، گرچه کربوهیدرات، چربی‌ها و پروتئین‌ها نیز می‌توانند به عنوان واکنش دهنده‌ها به هنگام شکستن پیرویک اسید در واکنش قندکافت تولید شوند. در طول واکنش قندکافت و به هنگام چرخه اسید سیتریک پیرویک اسید به میتوکندری وارد می‌شود و طی واکنش‌های چرخه اسید سیتریک به طور کامل اکسیده می‌شود. محصولات تنفس هوازی شامل آب و دی اکسید کربن می‌شود، اما انرژی (الکترون) که تولید می‌شود توسط واکنش فسفرگیری و به وسیله حامل‌های انرژی چون نیکوتین‌آمید آدنین دی‌نوکلئوتید و اف‌ای‌دی که در زنجیره انتقال الکترون در جریان اند برای شکاندن آدنوزین دی‌فسفات و تبدیل آن به آدنوزین تری‌فسفات مورد استفاده قرار می‌گیرد.
واکنش ساده شده:
|                                    | گرما + C۶H۱۲O۶ (s) + 6 O۲ (g) → ۶ CO۲ (g) + 6 H۲O |
| ΔG = -۲۸۸۰ kJ در یک مول از C۶H۱۲O۶ |                                                   |

انرژی آزاد گیبس (ΔG) منفی به این معنا است که این فرایند، فرایند خودبخودی است.
به طور کلی واکنش تنفس هوازی تا ۱۵ برابر کارآمد تر از واکنش تنفس بی‌هوازی در یاخته است زیرا واکنش هوازی به ازای هر مولکول گلوکز ۲۹ تا ۳۰ مولکول آدنوزین تری‌فسفات تولید می‌نماید، در حالی که واکنش تنفس غیر هوازی تنها ۲ مولکول آدنوزین تری‌فسفات تولید می‌نماید. گرچه موجوداتی چون متانوژن ها آرکی‌باکتریهایی هستند که در شرایط بی‌هوازی، متان را توسط تنفس غیر هوازی به‌عنوان محصول حتمی متابولیسم تولید می‌کنند و در مقایسه با انسان‌ها تعداد مولکول آدنوزین تری‌فسفات بیشتری را طی واکنش تنفس غیر هوازی تولید می‌کنند.

## قندکافت
گلیکولیز یا قندکافت مجموعه‌ای از واکنش‌های درون سلولی است که توسط آن یک قند شش کربنه (معمولاً گلوکز) به ترکیبات کربن‌دار کوچک‌تری (دو مولکول سهکربنه پیروات) شکسته می‌شود و بخشی از انرژی آزاد قند در تشکیل حاملین الکترون مانند ATP، NADH ذخیره می‌شود. قندکافت و شناخته‌شده‌ترین مسیر از مسیرهای سوخت و ساز است. قندکافت، خود انواع مختلفی دارد که مهم‌ترین آنها مسیر امبدن - میرهوف و مسیر انتنر - دودروف می‌باشند. به طور کلی مسیر اصلی فروگشت گلوکز در همهٔ انواع یاخته‌ها، مسیر امبدن - میرهوف است. فرایند امبدن - میرهوف در درون سیتوپلاسم یاخته‌های پروکاریوتی و یوکاریوتی انجام می‌شود در حالی که مسیر انتنر - دودروف تنها در پروکاریوت‌ها رخ می‌دهد. بسیاری از اندامگان بی‌هوازی برای تأمین انرژی مورد نیاز خود کاملاً به قندکافت وابسته‌اند. با توجه به بررسی‌های توالی ژنی بسیاری از جانوران و این که جو اولیه زمین فاقد اکسیژن بوده‌است، پژوهشگران احتمال می‌دهند که قندکافت یکی از ابتدایی‌ترین مسیرهای تولید انرژی از مولکول‌های سوختی آلی باشد.

## چرخه ی سیتریک اسید
چرخه ی  اسید سیتریک که به آن چرخه ی تری‌کربوکسیلیک اسید و چرخهٔ کربس (به افتخار کاشف آن، هانس کربس) نیز گفته می‌شود، مسیری چرخشی برای اکسایش ریشه‌های استیل به دی‌اکسید کربن است که اولین مرحلهٔ آن تشکیل سیترات می‌باشد. چرخه اسید سیتریک نقش بزرگی را در متابولیسم ایفا می‌کند: مسیرهای کاتابولیسم به آن جاری می‌شوند و مسیرهای آنابولیسم از آن آغاز می‌شوند. ترکیبات میانهٔ چرخه اسید سیتریک، پیش‌سازهای بسیاری از زیست‌مولکول‌ها هستند.

## فسفرگیری اکسایشی
فسفرگیری اکسایشی (به انگلیسی: Oxidative phosphorylation) فرایندی آنزیمی است که طی آن مولکول ADP به کمک انتقال الکترون از یک پیش‌ماده به اکسیژن مولکولی، فسفرگیری کرده و ATP تولید می‌شود. این مجموعه واکنش‌ها درون میتوکندری سلول ‌های یوکاریوتی و روی غشای داخلی سلول های پروکاریوتی رخ می‌دهد. این فرایند سنگ بنای ذخیره انرژی در سلولهای اغلب جانداران به خصوص چندسلولی ها است.

## زنجیره انتقال الکترون
زنجیره انتقال الکترون مجموعه‌ای است از پروتئین‌های پیچیده که انرژی ذخیره شدهٔ ناقلین الکترونی حاصل از واکنش‌های اکسیداسیون و احیای یاخته را برای تشکیل ATP و سایر مولکول‌های پرانرژی مصرف می‌کنند. این مجموعهٔ پروتئینی در غشای داخلی میتوکندری، غشای تیلاکوییدی کلروپلاست و غشای پلاسمایی پروکاریوت‌ها دیده می‌شود. کلروپلاست موجود در گیاهان دارای دو لایه غشا بوده که لایهٔ داخلی تشکیل اجزایی به نام تیلاکویید می‌دهد. در غشا تیلاکویدها دو سری مجموعه پروتیی وجود دارد به نام فتوسیستم۱وفتوسیستم۲ که نور ابتدا توسط فتوسیستم ۲ جذب می‌شود. علت نامگذاری آنها مربوط به زمان کشف است نه شروع فعالیت.

## ای‌تی‌پی سینتیز
ATP سنتاز (به انگلیسی: ATP synthase) نامی کلی برای هر آنزیمی است که می‌تواند با صرف انرژی از آدنوزین دی‌فسفات (ADP) و فسفات غیرآلی آدنوزین تری‌فسفات (ATP) تولید کند. این انرژی معمولاً به صورت پروتونی است که در جهت خلاف شیب الکتروشیمیایی حرکت می‌کند. واکنش کلی به صورت زیر است:
ADP + Pi → ATP
AMP + 2P → ATP
از آن‌جایی که ای‌تی‌پی متداول‌ترین عامل مبادله انرژی در سلول‌های زیستی است، این آنزیم‌ها اهمیت زیادی در اکثر اندامگان دارند.